# Grafano
Il grafano è una variante interamente idrogenata del grafene (Cn, esagonale, carbonio sp2), descrivibile come (CH)n, esagonale, carbonio sp3. Qui ogni atomo di carbonio è legato ad altri 3 atomi di carbonio (come avviene nel grafene, ma qui solo con legami semplici) e ad un atomo di idrogeno (quarto atomo). La mancanza di doppi legami coniugati lo rende un isolante, non diversamente da tutti i polimeri saturi (solo C sp3), es. polietilene (CH2)n. A differenza del grafene in cui abbiamo idealmente uno strato di atomi tutti in uno stesso piano, in uno strato di grafano è individuabile solo un piano medio con alcuni atomi sopra e altri sotto.
È stato creato nel febbraio 2009 da Andre Geim e Kostya Novoselov dell'Università di Manchester, e le relative ricerche sono state pubblicate su Science.